# Oxyaenidae
Los oxiénidos (Oxyaenidae) son una familia extinta de mamíferos del orden Creodonta; contiene tres subfamilias y 10 géneros. La clasificación de una cuarta subfamilia, Machaeroidinae, es incierta y puede pertenecer a esta familia o a Hyaenodontidae. Tradicionalmente situados dentro de los creodontos, también han sido situados dentro de su propio orden, Oxyaenodonta.
Los oxiénidos de América del Norte fueron los primeros creodontos en aparecer durante el Paleoceno Superior, los cuales se extendieron en pequeñas radiaciones a Europa y Asia durante el Eoceno. Eran animales similares a gatos con locomoción plantígrada, al contrario de los carnívoros actuales (a excepción de los osos y mapaches) que son digitigrados. 
Se caracterizaban por un cráneo corto y ancho, mandíbulas fuertes y dientes diseñados para triturar en lugar de cortar, a diferencia de los hienodóntidos. Eran carnívoros especializados que se alimentaban de aves, mamíferos pequeños, huevos e insectos; la evidencia fósil sugiere que eran capaces de trepar a los árboles.

## Taxonomía
- Orden Creodonta
  - Familia Oxyaenidae
    - Subfamilia Ambloctoninae
      - Género Ambloctonus
      - Género Dipsalodon
      - Género Dormaalodon
      - Género Palaeonictis

    - Subfamilia Oxyaeninae
      - Género Dipsalidictis
      - Género Malfelis
      - Género Oxyaena
      - Género Patriofelis
      - Género Protopsalis
      - Género Sarkastodon

    - Subfamilia Tytthaeninae
      - Género Tytthaena

    - ?Subfamilia Machaeroidinae
      - Género Apataelurus
      - Género Machaeroides